# La Giraba
La Giraba és una població del terme municipal de Lludient, a la comarca de l'Alt Millars (País Valencià). Es compon de dos barris, la Giraba de Abajo i la Giraba de Arriba, separats per 500 metres de distància. L'any 2014 tenia 50 habitants, 27 en el barri de baix i 23 en el de dalt.
Està ubicat a la ribera del riu Villahermosa, a 1,5 quilòmetres de Lludient, tot seguint la carretera amb el Castell de Vilamalefa, la CV-194.
Com a patrimoni hi destaca l'Ermita de la Mare de Déu del Roser, a la Giraba de Abajo. Està situada en una casona al mig del nucli urbà, sense a penes cap diferència amb les cases colindants. La raó és perquè en el seu origen, cap al segle xvi, es va alçar com una capella particular. La pedania celebra les festes en honor del Roser, que cauen el mes de novembre. Però, per aprofitar la vinguda d'estiuejants i de descendents a l'estiu, actualment se celebra al segon cap de setmana d'agost, on tenen lloc actes pels dos barris.